# فرهنگ کاسترو

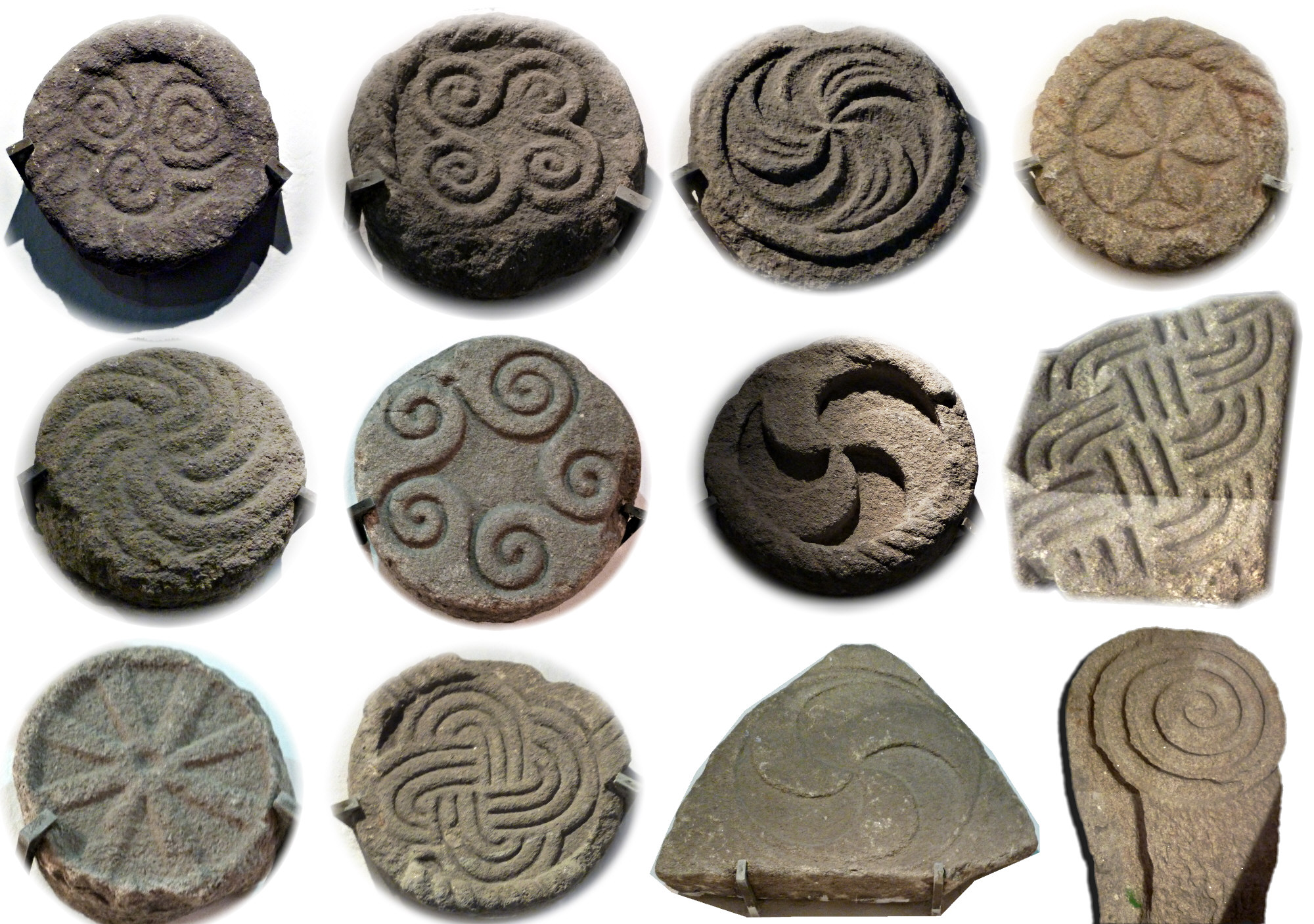
تعدادی از نقوش یافته‌شده در منطقهٔ گالیسیا مربوط به فرهنگ کاسترو

فرهنگ کاسترو نام یک فرهنگ مادی در منطقهٔ شمال باختری شبه‌جزیره ایبری مربوط به پایان عصر برنز در حدود سدهٔ نهم تا یکم پیش از میلاد می‌باشد. این فرهنگ مربوط به اقوام آستوری و گالیس بوده‌است. مشخصهٔ این فرهنگ استفاده از اپیدوم و تپه‌قلعه‌هاست که بومی‌ها به آنها کاسترو می‌گویند که از واژهٔ لاتینی castrum به معنای قلعه گرفته شده‌است.